# Collegio plurinominale Lombardia 4 - 01 (2017)
Il collegio elettorale plurinominale Lombardia 4 - 01 è stato un collegio elettorale plurinominale della Repubblica Italiana per l'elezione della Camera tra il 2017 ed il 2022.

## Territorio
Come previsto dalla legge elettorale italiana del 2017, il collegio era stato definito tramite decreto legislativo all'interno della circoscrizione Lombardia 4.
Il collegio comprendeva la zona definita dai tre collegi uninominali Lombardia 4 - 01 (Vigevano), Lombardia 4 - 02 (Pavia) e Lombardia 4 - 03 (Lodi).

## Dati elettorali

### XVIII legislatura
Come previsto dalla legge elettorale, 386 deputati erano eletti in 63 collegi plurinominali con ripartizione proporzionale a livello nazionale tra le coalizioni e le singole liste che avessero superato la soglia di sbarramento stabilita.
Nel collegio venivano eletti 10 deputati.
| Liste          | Liste                                       | Proporzionale | Proporzionale | Proporzionale | Maggioritario | Maggioritario | Maggioritario |  |
| Liste          | Liste                                       | Voti          | %             | Seggi         | Voti          | %             | Seggi         |  |
| -------------- | ------------------------------------------- | ------------- | ------------- | ------------- | ------------- | ------------- | ------------- |  |
|                | Lega                                        | 129 907       | 27,82         | 2             | 226 645       | 48,53         | 3             |  |
|                | Forza Italia                                | 74 984        | 16,06         | 1             | 226 645       | 48,53         | 3             |  |
|                | Fratelli d'Italia                           | 18 573        | 3,98          | –             | 226 645       | 48,53         | 3             |  |
|                | Noi con l'Italia – UDC                      | 3 181         | 0,68          | –             | 226 645       | 48,53         | 3             |  |
|                | Movimento 5 Stelle                          | 106 225       | 22,75         | 2             | 106 225       | 22,75         | –             |  |
|                | Partito Democratico                         | 89 946        | 19,26         | 2             | 104 655       | 22,41         | –             |  |
|                | +Europa                                     | 11 670        | 2,50          | –             | 104 655       | 22,41         | –             |  |
|                | Italia Europa Insieme                       | 1 558         | 0,33          | –             | 104 655       | 22,41         | –             |  |
|                | Civica Popolare                             | 1 481         | 0,32          | –             | 104 655       | 22,41         | –             |  |
|                | Liberi e Uguali                             | 12 258        | 2,62          | –             | 12 258        | 2,62          | –             |  |
|                | CasaPound                                   | 5 537         | 1,19          | –             | 5 537         | 1,19          | –             |  |
|                | Potere al Popolo!                           | 3 783         | 0,81          | –             | 3 783         | 0,81          | –             |  |
|                | Italia agli Italiani (FN - MSFT)            | 3 494         | 0,75          | –             | 3 494         | 0,75          | –             |  |
|                | Il Popolo della Famiglia                    | 1 785         | 0,38          | –             | 1 785         | 0,38          | –             |  |
|                | Per una Sinistra Rivoluzionaria (PCL - SCR) | 1 170         | 0,25          | –             | 1 170         | 0,25          | –             |  |
|                | 10 Volte Meglio                             | 1 033         | 0,22          | –             | 1 033         | 0,22          | –             |  |
|                | Partito Repubblicano Italiano – ALA         | 422           | 0,09          | –             | 422           | 0,09          | –             |  |
| Totale         | Totale                                      | 467 007       | 100           | 7             | 467 007       | 100           | 3             |  |
|                |                                             |               |               |               |               |               |               |  |
| Schede bianche | Schede bianche                              | 6 769         | 1,40          |               |               |               |               |  |
| Schede nulle   | Schede nulle                                | 9 355         | 1,94          |               |               |               |               |  |
| Votanti        | Votanti                                     | 483 131       | 74,55         |               |               |               |               |  |
| Elettori       | Elettori                                    | 648 049       |               |               |               |               |               |  |

## Eletti

### Eletti nei collegi uninominali
Eletti nella coalizione di centro-destra (Lega - FI - FdI - NcI-UDC)
| Collegio uninominale | Eletto | Eletto              | Partito |
| -------------------- | ------ | ------------------- | ------- |
| 1. Vigevano          |        | Elena Lucchini      | Lega    |
| 2. Pavia             |        | Alessandro Cattaneo | FI      |
| 3. Lodi              |        | Claudio Pedrazzini  | FI      |

1. ↑  In data 09.09.2019 aderisce al gruppo misto, non iscritti; in data 11.09.2019 alla componente «Cambiamo! - 10 Volte Meglio»; in data 17.12.2019 torna nei non iscritti; in data 18.12.2019 aderisce alla componente «Noi con l'Italia-USEI-Cambiamo!-Alleanza di Centro»; in data 16.02.2021 alla componente «Cambiamo!-Popolo Protagonista»; in data 27.05.2021 al gruppo Coraggio Italia; in data 01.12.2021 torna nel gruppo misto, non iscritti; in data 11.03.2022 aderisce alla componente «Azione-+Europa-Radicali Italiani».

### Eletti nella quota proporzionale
| Lega                         | Movimento 5 Stelle                | Partito Democratico              | Forza Italia              |
| ---------------------------- | --------------------------------- | -------------------------------- | ------------------------- |
|                              |                                   |                                  |                           |
| Guido Guidesi Marco Maggioni | Iolanda Nanni Cristian Romaniello | Lorenzo Guerini Matteo Colaninno | Matteo Perego di Cremnago |

1. ↑  Dimissionario in data 17.02.2021; subentra Matteo Micheli.
2. ↑  Deceduta in data 27.08.2018; subentra Valentina Barzotti l'11 settembre 2018.
3. ↑  In data 02.03.2021 aderisce al gruppo misto, non iscritti; in data 10.02.2022 alla componente «Europa Verde - Verdi Europei».
4. ↑  In data 19.09.2019 aderisce a Italia Viva - Italia C'è.